# Westerbroekstermadepolder

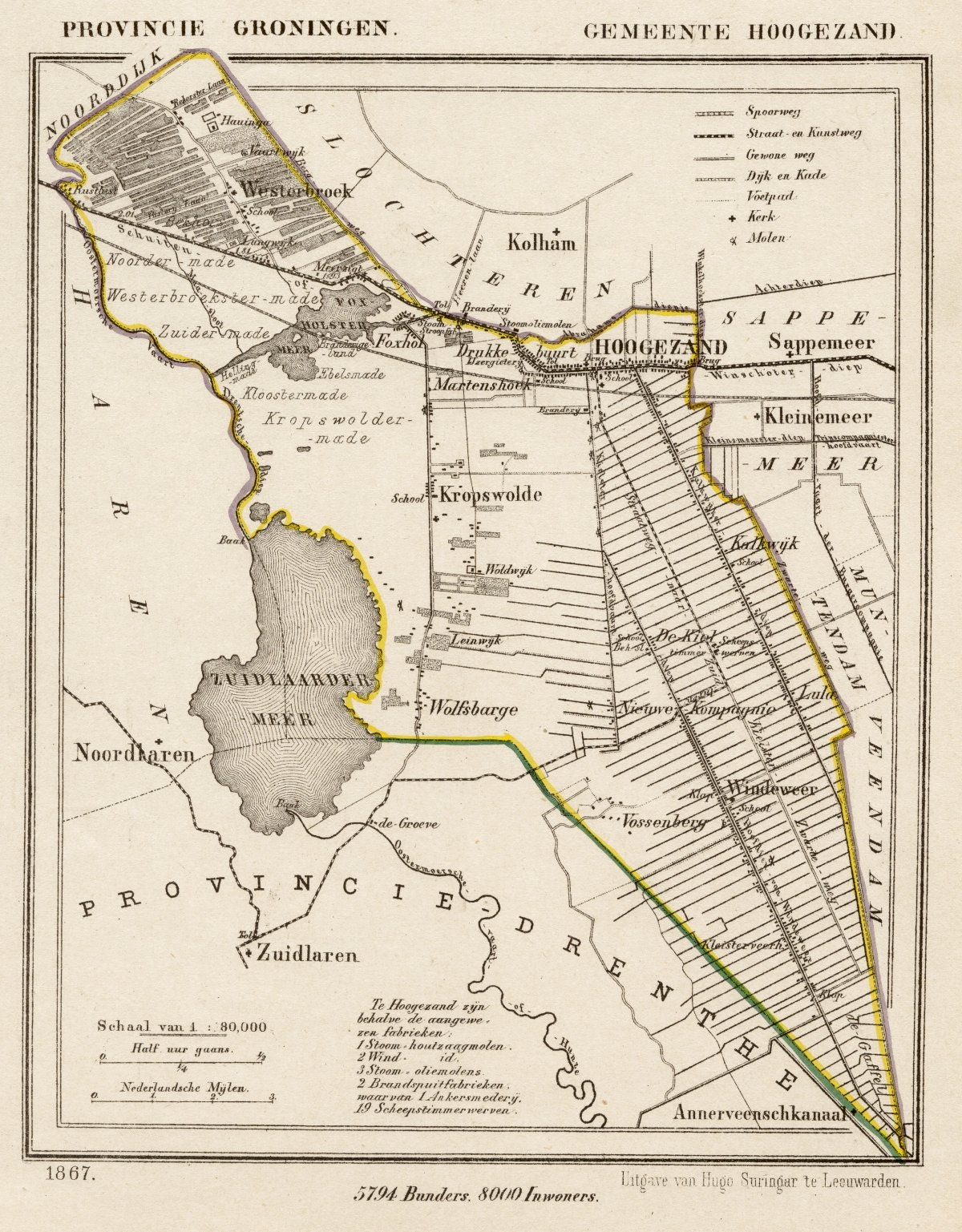
De Westerbroekstermadepolder op een kaart uit 1867

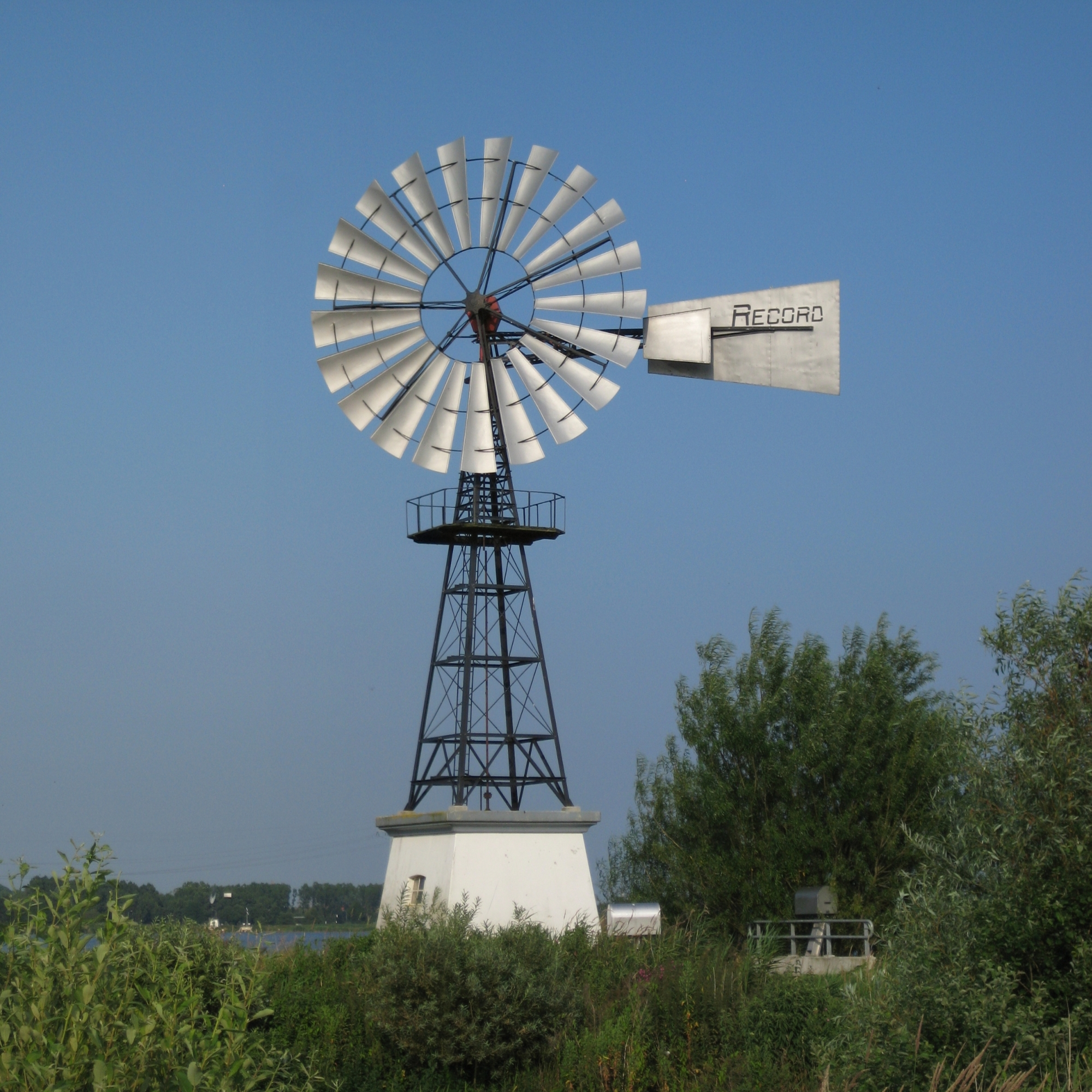
Windmotor De Putter in 2009

De Westerbroekstermadepolder is een natuurgebied en voormalig waterschap in het stroomgebied van de Hunze, een riviertje op de grens van de Noord-Nederlandse provincies Groningen en Drenthe. De polder is in het bezit van de stichting Het Groninger Landschap.

## Beschrijving
De Westerbroekstermadepolder is 195 ha groot en ligt ongeveer een kilometer ten zuidwesten van Westerbroek, tussen Waterhuizen en Foxhol. Hij wordt ingeklemd door de Hunze (die daar het Drentse Diep wordt genoemd), de spoorlijn Groningen-Hoogezand en het Foxholstermeer. De polder ontleent zijn naam aan de functie die het gebied vroeger had: de natste delen, die maden, meeden of mieden werden genoemd, konden alleen worden gebruikt voor beweiding.
In de Westerbroekstermadepolder vindt men drie verschillende grondsoorten. Aan de zijde langs de Hunze wordt zeeklei aangetroffen, die is afgezet toen deze rivier nog via het Reitdiep in open verbinding stond met de zee (tot 1877). Aan de zuidzuidoostkant ligt een meer dan twee meter dikke laag veen. Midden in de polder ligt een langgerekte rug van zand.

## Beheer
De Westerbroekstermadepolder wordt sinds december 1992 beheerd door de stichting Het Groninger Landschap, die daarbij rekening houdt met drie functies van de polder: natuurontwikkeling, waterberging en recreatie.
Wat de natuurontwikkeling betreft streeft Het Landschap naar een natte polder met een betrekkelijk open karakter, waarin zowel drassige delen als open water voorkomen. Hiertoe is een oude meander van de Hunze opnieuw uitgegraven en is op sommige plaatsen de bovengrond van de polder verwijderd. Ook is geleidelijk de waterstand in de polder verhoogd. Zo moeten gunstige omstandigheden voor watervogels, steltlopers en weidevogels ontstaan en komt een gevarieerde vegetatie in sloten en op oevers tot ontwikkeling. De polder wordt het hele jaar begraasd door Konikpaarden en Schotse hooglanders. Dat de polder ook voor waterberging wordt gebruikt vloeit voort uit het feit dat de streek daarvoor in het verleden maar weinig ruimte had, hetgeen onder andere in oktober 1998 tot grote overstromingen en overlast leidde. Ten behoeve van de recreatie zijn in de polder verschillende wandelpaden en een fietspad aangelegd. Ook is er een vogelkijkhut gebouwd, De Kiekhörn. Daar vlakbij staat de Amerikaanse windmotor De Putter, die sinds 2004 de polder bemaalt.
De huidige waterstaatkundige beheerder van het gebied is het waterschap Hunze en Aa's.

## Draadslachtoffers
Langs de noordoostzijde van de polder loopt parallel aan de spoorlijn een hoogspanningsleiding, waarmee regelmatig vogels in aanvaring komen. In 2003 werd door biologen van de Rijksuniversiteit Groningen geschat dat daarbij in de Westerbroekstermadepolder tussen de bijna 400 en 1.000 vogels per jaar omkomen (zogenaamde draadslachtoffers). Door de toename van de vogelstand in het gebied verwachtten de onderzoekers een stijging van dit aantal.

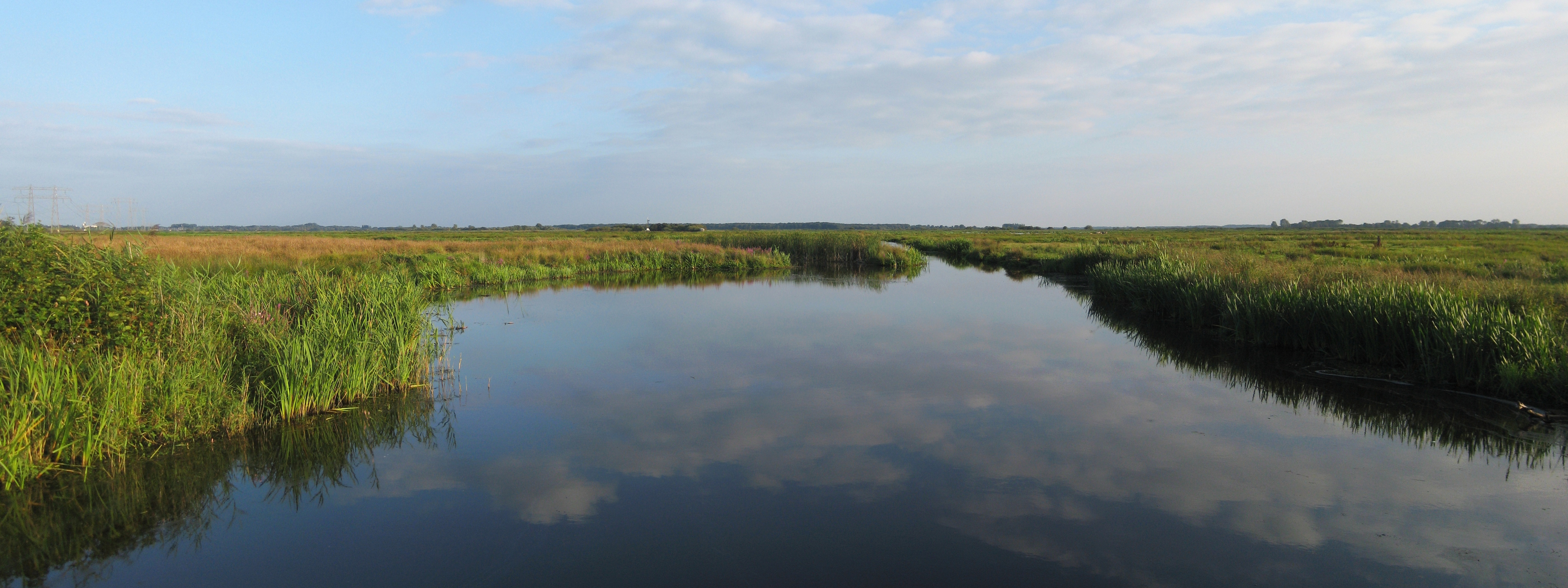
De Westerbroekstermadepolder in 2013